# Moulin de la chanson
Pour les articles homonymes, voir Moulin (homonymie).
Le Moulin de la chanson est un cabaret parisien ouvert en 1913 au 43 boulevard de Clichy (Paris 18e). Reconverti en cinéma au milieu des années 1930, il disparaît à la fin des années 1970.

## Historique
Le cabaret succède au Petit-Théâtre créé en 1901, où se mêlaient jeux d’ombre, drames, poésies et chansons, puis au théâtre Rabelais, créé deux ans plus tard.
D’abord reprise par les chansonniers Roger Ferréol et Émile Wolf qui en prennent la direction, la petite salle d’environ deux cents places est finalement, au sortir de la Grande Guerre, transformée en dancing. Rénovée vers 1923, elle redevient un cabaret consacré à la chanson, qui, après être passé de mains en mains, accueille la Boîte à Fursy qui vient de quitter le boulevard des Italiens, puis Chez Fursy et Mauricet, du nom des deux gérants chansonniers, avant de retrouver son appellation d’origine.
Après être reconverti en théâtre pour revues musicales vers 1929 puis en un cinéma de trois cents places en avril 1935, le Moulin de la chanson survit jusqu’en 1936, année où son exploitant fait faillite. Il poursuit néanmoins son activité sous une nouvelle direction. Rebaptisé Candide en janvier 1962, puis Cinéchoc en juillet 1963 lorsque sa programmation se tourne vers les films d'action, il devient — après rénovation qui augmente sa capacité à 333 places — une salle « art et essai » en juin 1966 : le Jean-Renoir, en hommage au cinéaste. Il disparaît à la fin des années 1970.

## Artistes passés au Moulin de la chanson

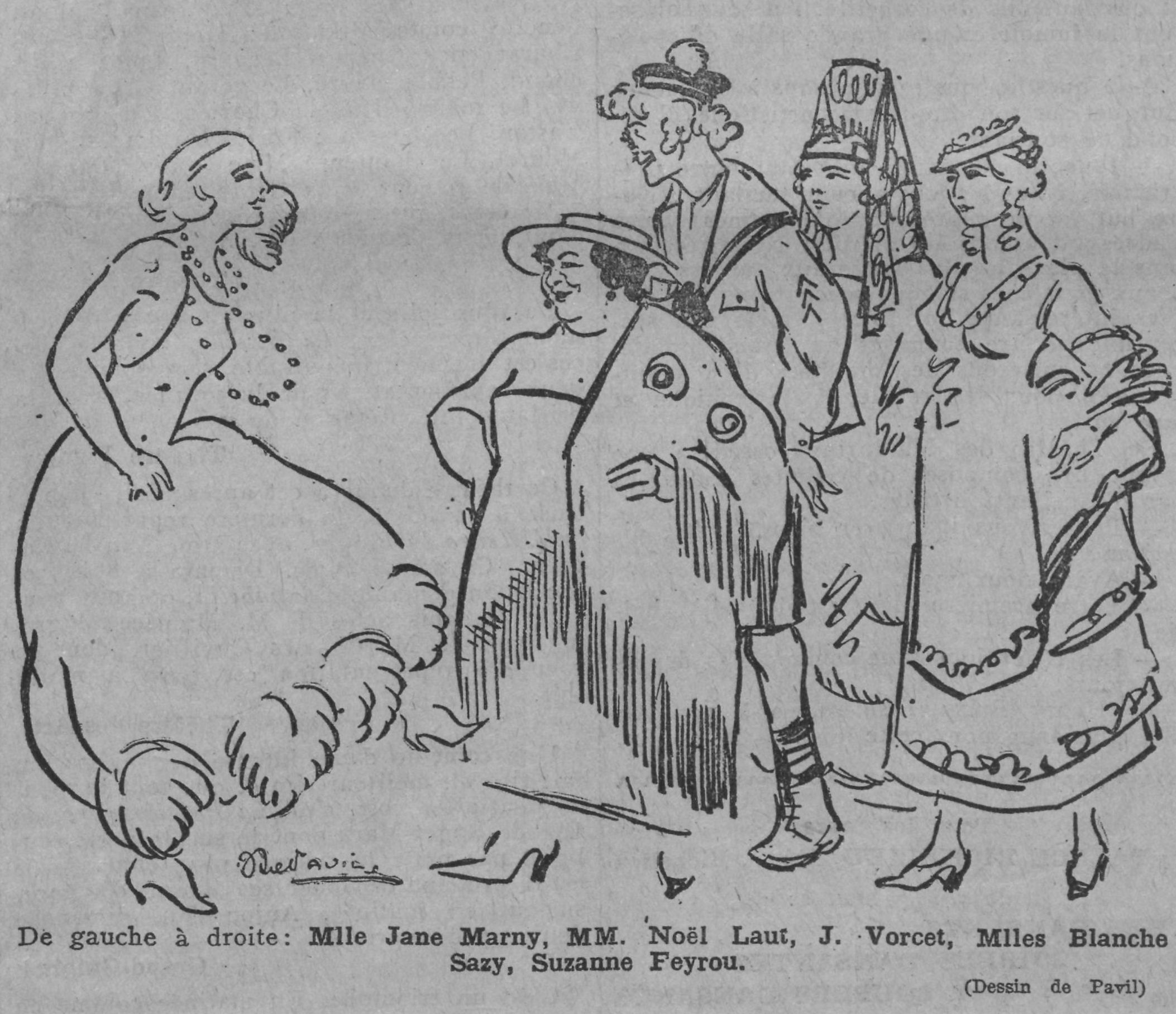
T'en as une couchette !, revue de Fursy, 1922

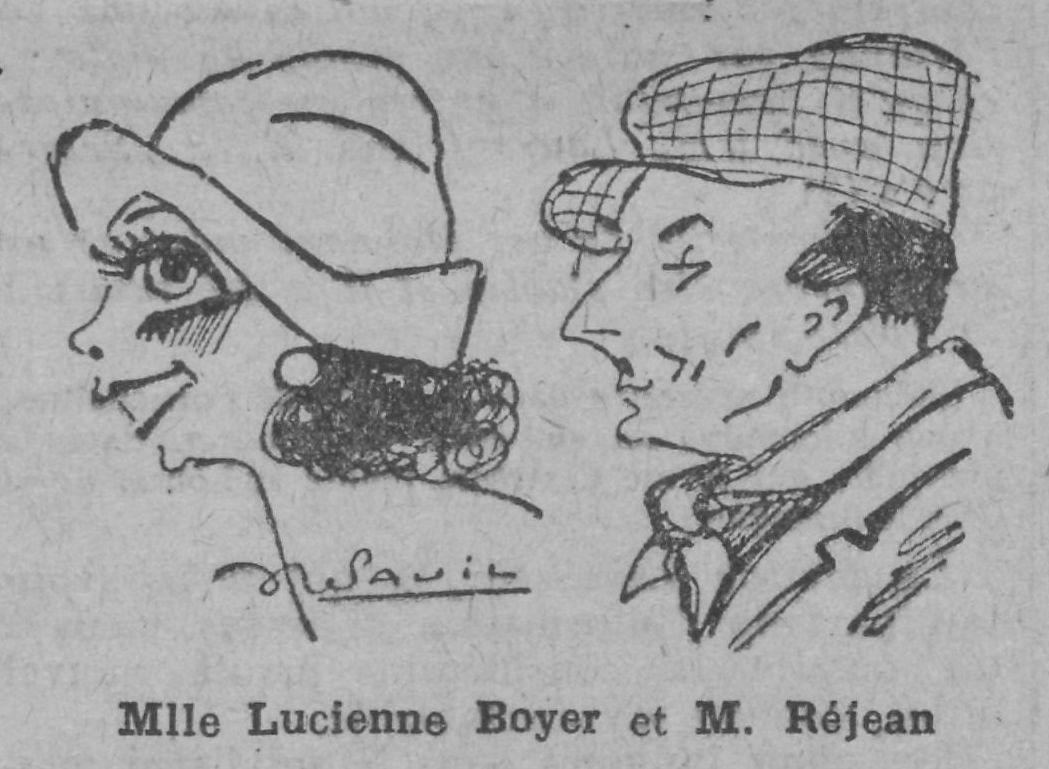
Lucienne Boyer et Max Réjean, 1927

- Lucienne Boyer[5],[6],[7].
- Jane Danjou
- Marguerite Deval[5]
- Suzanne Feyrou[8].
- Henri Fursy
- Marguerite Gilbert[9],[10].
- René-Paul Groffe
- Loulou Hégoburu.
- Mauricet
- Rip
- Max Rejean[5],[7].
- Gaby Tyra[11].
- Pierre Varenne
- Lucie Vautrin